# ジョン・ヴァンダーリン
ジョン・ヴァンダーリン（John Vanderlyn、1775年10月18日 - 1852年9月23日）は、アメリカ合衆国の画家である。

## 略歴
ニューヨーク州のキングストンで生まれた。祖父のピーター・ヴァンダーリン（Pieter Vanderlyn:1687-1778）はオランダからアメリカに移住した肖像画家で、父親も装飾画家であった。ニューヨークの出版業者で働いた後、1794年に肖像画家のギルバート・ステュアート(1755-1828)と知り合い、フィラデルフィアのステュアートのスタジオに移ることができた。後に副大統領になる政治家のアーロン・バーと知り合い、支援を受けるようになりパリへ修行することができた。1796年にパリにわたり5年間、パリに滞在した。王立絵画彫刻アカデミーのフランソワ＝アンドレ・ヴァンサンのもとで2年間学んだ。1800年のサロン・ド・パリに作品を出展し賞を得た最初のアメリカ人画家となった。1801年にアメリカに戻り、副大統領を務めているアーロン・バーの邸で暮らし、アーロン・バーとその娘の肖像画を描いた。1803年に再びパリを訪れ、1805年にはイギリスに滞在した。その後、ローマも訪れ、ローマで描いた作品はパリで展示され、好評であり、人気のある画家となりフランスに7年間留まった。1807年に、かつてのパトロンのアーロン・バーが反逆罪の容疑で裁判を受け、ヨーロッパに亡命した時、ヴァンダーリンはアーロン・バーを支援した。
1812年にヌード絵画、「ナクソス島で眠るアリアドネ」をニューヨークで展示したが、アメリカ合衆国ではまだヌードは受け入れられなかった。
1815年にアメリカに帰国しアメリカで活動し有名な人物の肖像画などを描いたが経済的には成功しなかった。1842年に描いた「コロンブスの上陸」を描いた作品は後に切手の図案に採用された。
1862年にキングストンで貧困のうちに没した。

## 作品

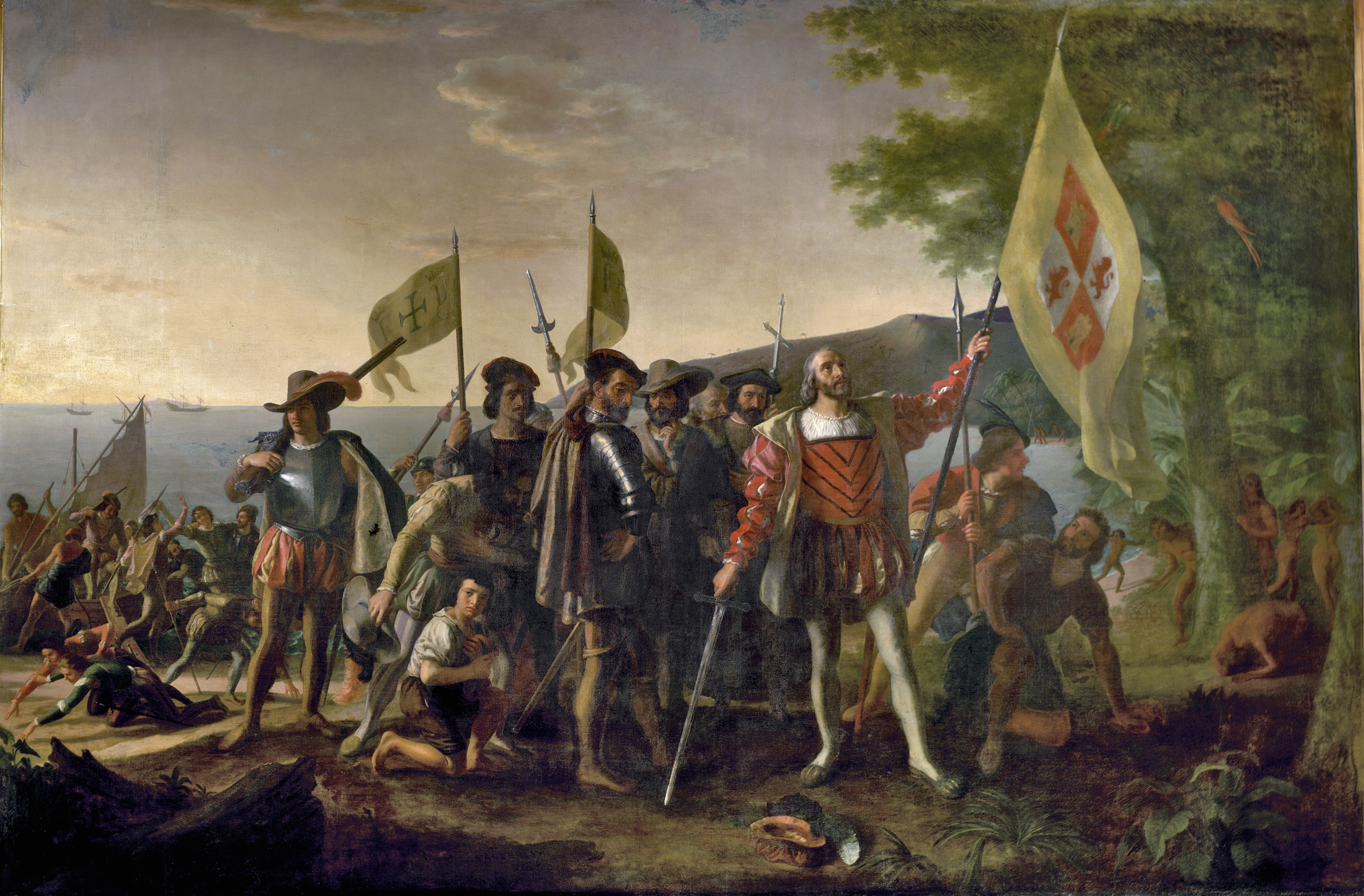
「コロンブスのサン・サルバドル島上陸」
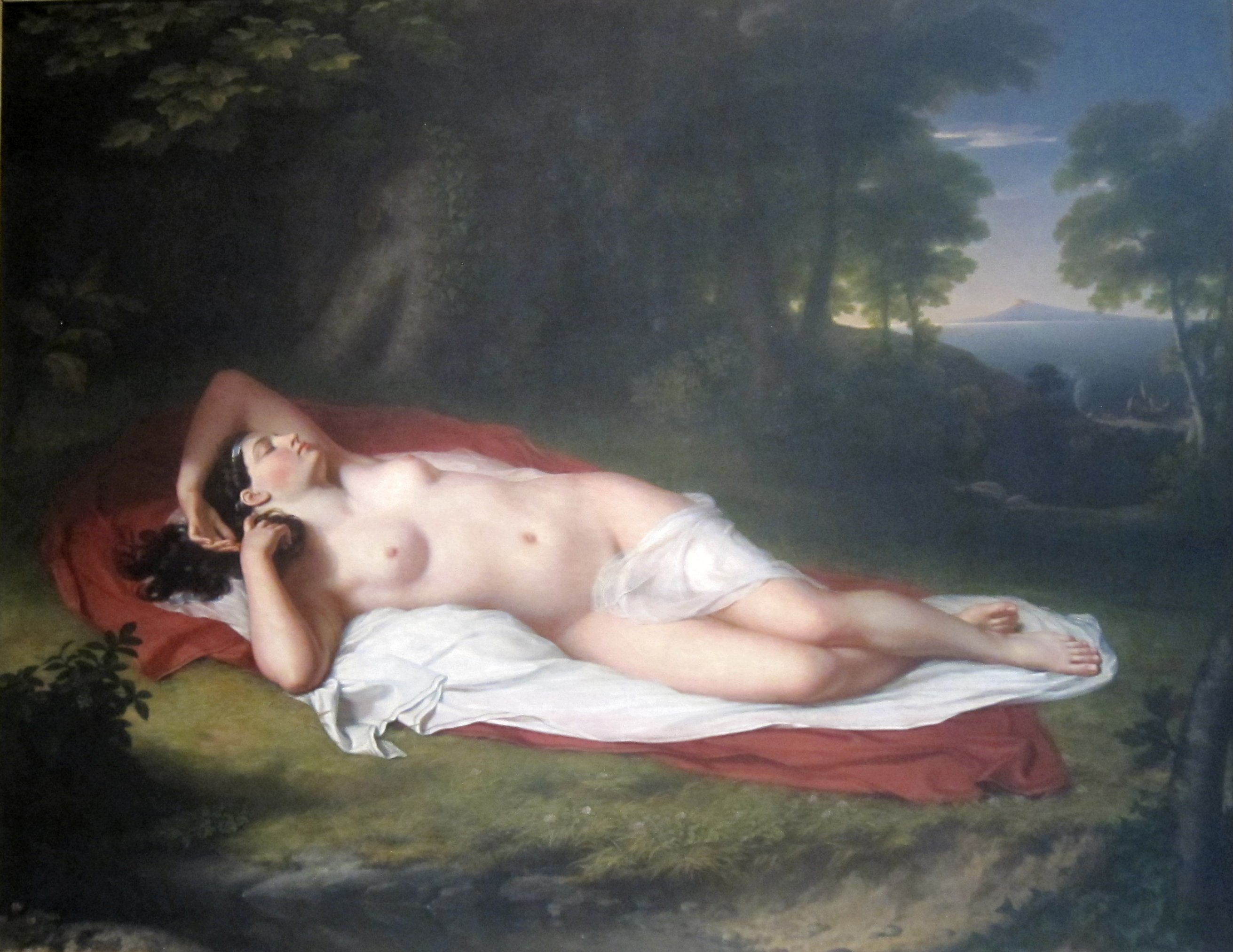
「ナクソス島で眠るアリアドネ」
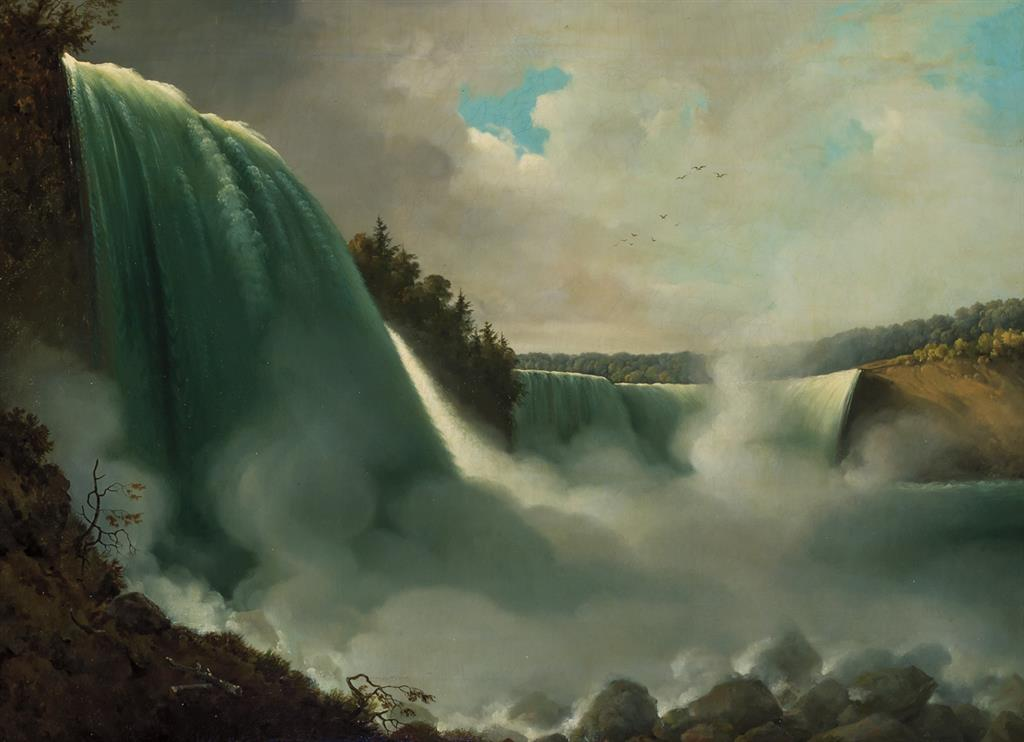
「ナイヤガラの滝」

アーロン・バー
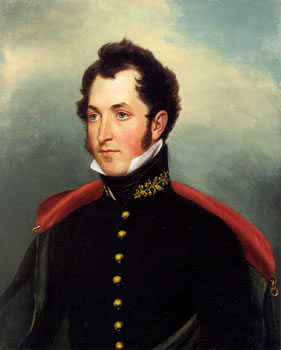
Samuel Ringgold(海軍軍人)
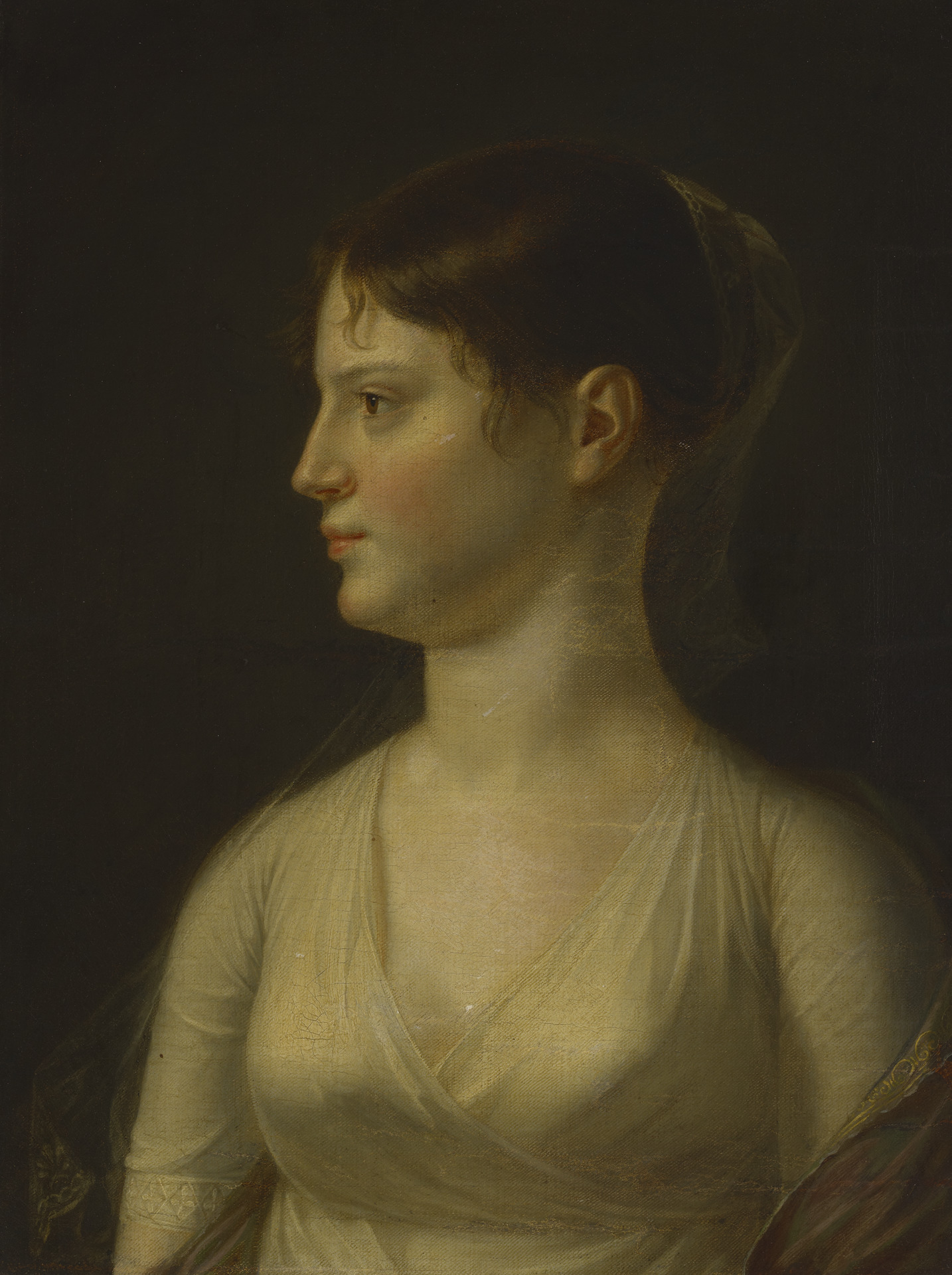
Theodosia Burr
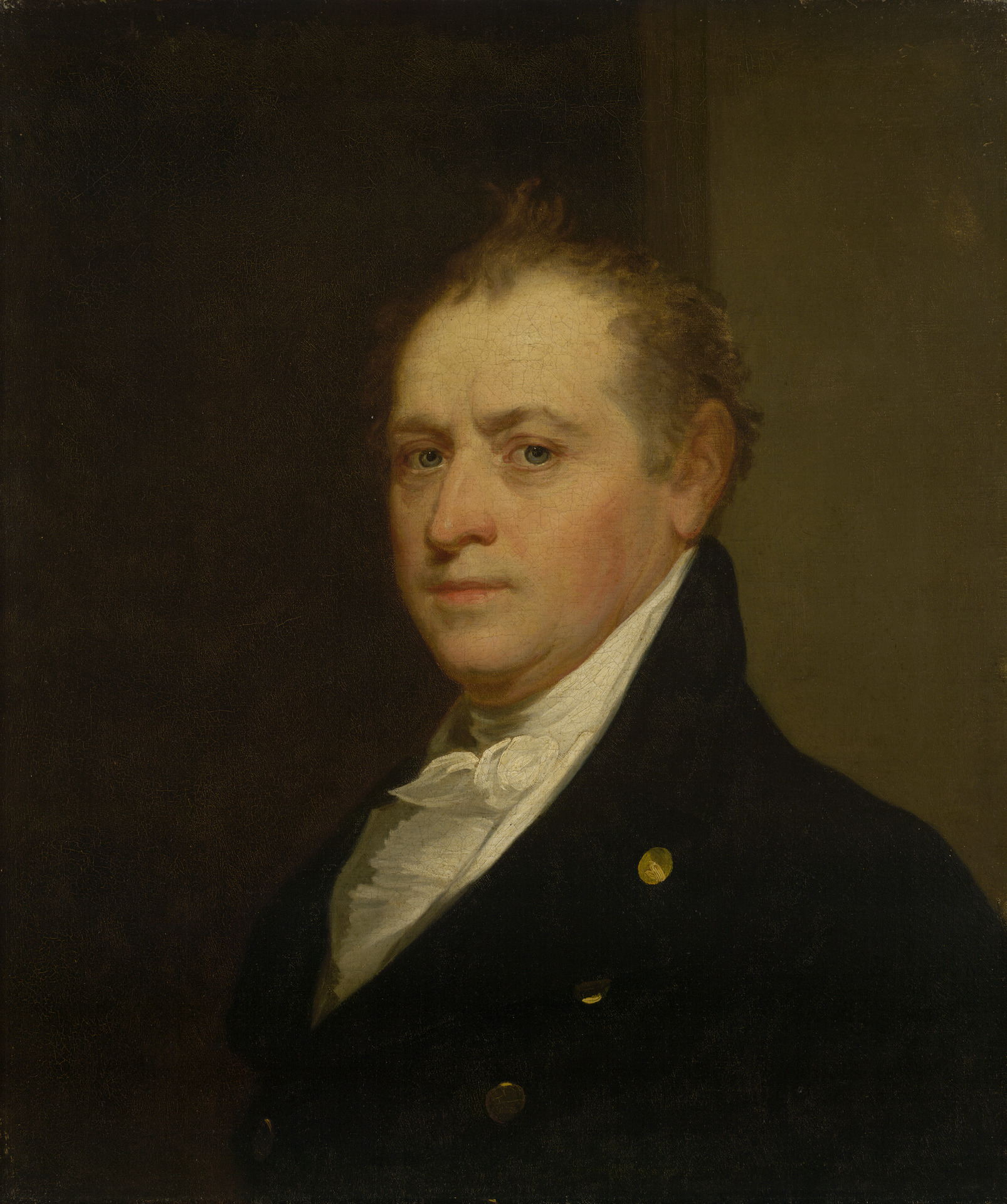
Oliver Wolcott, Jr. (1760-1833)